# GNU Compiler Collection
GNU Compiler Collection (обычно используется сокращение GCC) — набор компиляторов для различных языков программирования, разработанный в рамках проекта GNU. GCC является свободным программным обеспечением, распространяется в том числе фондом свободного программного обеспечения (FSF) на условиях GNU GPL и GNU LGPL и является ключевым компонентом GNU toolchain. Он используется как стандартный компилятор для свободных UNIX-подобных операционных систем.
Изначально названный GNU C Compiler поддерживал только язык Си. Позднее GCC был расширен для компиляции исходных кодов на таких языках программирования, как C++, Objective-C, Java (исключена из состава GCC начиная с версии 7 в 2017 году), Фортран, Ada, Go, GAS и D.
С версии 4.2.2 GCC перешёл на лицензию GPLv3.

## Обзор
Начало GCC было положено Ричардом Столлманом, который реализовал первый вариант GCC в 1985 году на нестандартном и непереносимом диалекте языка Паскаль; позднее компилятор был переписан на языке Си Леонардом Тауэром и Ричардом Столлманом и выпущен в 1987 году как компилятор для проекта GNU, который сам по себе являлся свободным программным обеспечением. Разработка GCC курируется Free Software Foundation.
В настоящее время GCC поддерживается группой программистов со всего мира. GCC является лидером по количеству процессоров и операционных систем, которые он поддерживает.
Будучи официальным компилятором системы GNU, GCC также является главным компилятором для сборки ряда других операционных систем; среди них — различные варианты Linux и BSD (ранее, в настоящее время используется Clang LLVM), а также ReactOS, macOS, OpenSolaris, NeXTSTEP, BeOS и Haiku.
GCC часто выбирается для разработки программного обеспечения, которое должно работать на большом числе различных аппаратных платформ. Различия между «родными» для каждой из аппаратных платформ компиляторами приводят к трудностям при разработке кода, который бы корректно компилировался разными компиляторами, а кроме того, при использовании различных компиляторов сильно усложняются сборочные скрипты, которые должны собирать ПО для всех аппаратных платформ. При использовании GCC для компиляции кода под разные платформы будет использован один и тот же синтаксический анализатор. Поэтому, если удалось собрать программу для одной из целевых платформ, то велика вероятность, что программа нормально соберётся и для других платформ.

## Языки
Стандартный компилятор включает в себя front-end’ы для языков:
- Ada (GCC для Ada, или GNAT),
- Си,
- C++ (GCC для C++, или G++),
- Фортран (GCC для Fortran, или gfortran),
- Java (GCC для Java, или GCJ, исключена из состава GCC начиная с версии 7[8]),
- Objective-C (GCC для Objective-C, или gobjc),
- Objective-C++ (GCC для Objective-C++, или gobjc++),
- Go (GCC для Go, или gccgo) (с версии 4.6[12]).
- D (GCC для D, или GDC[13], начиная с версии 9.1[14])
- Модула-2 (GCC для Модула-2, или gm2[15], начиная с версии 13.1)

Front-end для CHILL был добавлен ранее, но из-за недостаточной поддержки был исключён из набора. До выхода версии 4.0 front-end’ом для Fortran был G77, который поддерживал лишь FORTRAN 77. В новых версиях G77 был исключён в пользу нового GFortran front-end, который поддерживает Fortran 95.
Также существуют сторонние front-end’ы для ALGOL 68, Pascal, Modula-3, Mercury, VHDL и PL/I.

## Архитектуры
Список поддерживаемых GCC (для версии 7.1) процессоров включает в себя
- Alpha
- ARM
- Atmel AVR
- Blackfin
- HC12
- H8/300
- x86 (IA-32 и x86-64)
- IA-64 («Itanium»)
- m68k
- Motorola 88000
- MIPS
- Texas Instruments MSP430
- PA-RISC
- PDP-11
- PowerPC
- RISC-V
- R8C/M16C/M32C
- SPU в Cell
- System/370, System/390
- SuperH
- SPARC
- VAX

Менее известные процессоры, поддерживаемые в стандартном релизе:
- A29K
- ARC
- ETRAX CRIS
- D30V
- DSP16xx
- FR-30
- FR-V
- Intel i960
- IP2000
- M32R
- 68HC11
- MCORE
- MMIX
- MN10200
- MN10300
- Motorola 88000
- NS32K
- ROMP
- Stormy16
- V850
- Xtensa
- AVR32

Дополнительные типы архитектур и процессоров, которые поддерживаются версиями GCC, но поддержкой которых занимаются сторонние организации (не Фонд свободного программного обеспечения):
- D10V
- MeP
- MicroBlaze
- TI MSP430
- TI C6X[17]
- Nios II и Nios
- PDP-10
- TIGCC (вариация Motorola 68000)
- Z8000
- PIC24/dsPIC
- OpenRISC 1000

## Структура
Внешний интерфейс GCC является стандартом для компиляторов на платформе UNIX. Пользователь вызывает управляющую программу, которая называется gcc. Она интерпретирует аргументы командной строки, определяет и запускает для каждого входного файла свои компиляторы нужного языка, запускает, если необходимо, ассемблер и компоновщик.
Компилятор каждого языка является отдельной программой, которая получает исходный текст и порождает вывод на языке ассемблера. Все компиляторы имеют общую внутреннюю структуру: front-end, который производит синтаксический разбор и порождает абстрактное синтаксическое дерево, и back end, который конвертирует дерево в Register Transfer Language (RTL), выполняет различные оптимизации, затем порождает программу на языке ассемблера, используя архитектурно-зависимое сопоставление с образцом.
До версии 4.7.2 GCC был почти полностью написан на Си, хотя значительная часть front-end’а для Ады написана на Аде. С 14 августа 2012 года разработка была переведена на язык C++, версия 4.8 и более поздние требуют для своей сборки наличия компилятора C++, поддерживающего C++ 2003.

## Отладка программ, скомпилированных с помощью GCC
Главным инструментом для отладки программ, скомпилированных с помощью GCC, является GNU Debugger (gdb). Существуют также узкоспециализированные средства для отладки:
- Valgrind для поиска утечек памяти
- GNU Profiler (gprof[англ.]) используется для того, чтобы определить, сколько времени уходит на выполнение той или иной части программы, как часто вызываются те или иные процедуры; для использования gprof необходимо компилировать программу со специальными опциями для включения «профилирования».
- gcov для анализа покрытия кода.

## Лицензия
GCC версии 4.2.1 стал последним релизом, выпущенным под GNU General Public License версии 2. Все последующие версии лицензируются по GPL версии 3.

## Критика
Некоторые разработчики OpenBSD, например Тео де Раадт и Отто Мурбек (Otto Moerbeek), критикуют GCC, называя его «громоздким, глючным, медленным и генерирующим плохой код». По причине такого критического отношения, а также из-за довольно ограничивающей (по сравнению с BSD) лицензии GPL, под которой выпущена коллекция компиляторов, была предпринята попытка заменить в NetBSD и OpenBSD GCC другими компиляторами, например, PCC. Аналогичная работа по замене GCC на Clang ведётся во FreeBSD.